# Aenne Willkomm
Aenne Willkomm   (Shanghai, 17 de juny de 1902 - Hamburg, 20 de juny de 1979), més tard Aenne Kettelhut, va ser una dissenyadora de vestuari alemanya, nascuda a Xangai de pares europeus. Va treballar en pel·lícules mudes alemanyes als anys vint, inclús com a dissenyadora de vestuari a Metropolis (1927).

## Obra
Willkomm va treballar a la indústria de la moda abans de treballar amb el dissenyador Heinrich Umlauff a la pel·lícula èpica de dues parts Die Nibelungen (1924) de Fritz Lang. El seu treball en aquesta pel·lícula li va valdre per esdevenir cap del departament de vestuari de la productora UFA. Va continuar treballant amb Lang a Metropolis, per a la qual va dissenyar i supervisar « literalment milers» de vestits «futuristes» inspirats en l'estil Bauhaus, incloent el del personatge principal de la pel·lícula, Maria, interpretada per Brigitte Helm. Durant la filmació va tenir vàries topades i discussions amb l'exigent i dur Lang. Va treballar en algunes altres pel·lícules, com Mein Leopold (1924), Schwester Veronika (1926) i Der Katzensteg (1927, basada en la novel·la de Hermann Sudermann).

## Vida personal
Willkomm es va retirar del món del cinema i posteriorment, el 1931, es va casar amb el seu company de feina, el dissenyador de producció Erich Kettelhut. Va morir a Hamburg el 1979, als 77 anys.